# 拉卡尔卡
拉卡尔卡（Lakarka），是印度贾坎德邦Dhanbad县的一个城镇。总人口6962（2001年）。

## 人口
该地2001年总人口6962人，其中男性3648人，女性3314人；0—6岁人口1163人，其中男569人，女594人；识字率54.02%，其中男性为66.56%，女性为40.22%。